# 도에이정
도에이정(일본어: 東栄町)은 일본 아이치현 히가시미카와 산간부(오쿠미카와)에 있는 정이다.
기타시타라군에 속하며, 10세기까지는 호이군에 속했다. 하나마쓰리라는 전통 예능이 남아 있는 마을로 유명하다. 정사무소가 있는 부근이 상업, 공공 교통, 중학 교육의 거점이다.

## 지리
면적의 약 91%를 산림·원야가 차지하고 있고 높이 700~1,000m의 산들이 늘어서 있다. 현립 자연공원과 덴류-오쿠미카와 국립공원으로 지정되어 있다.

## 역사
에도 시대에 현 도에이정 지역에 있던 마을은 모두 막부 직할령(일부는 신사령)이었다.
- 1921년 10월 1일 - 혼고촌이 정으로 승격해 혼고정이 되었다.
- 1955년 4월 1일 - 혼고정을 포함한 1정 3촌이 합병해 도에이정이 되었다.
- 1956년 7월 1일 - 미와촌을 합병하였다.
- 1956년 9월 30일 - 후리쿠사촌을 합병하였다.

## 인구
| 연도 | 인구   | ±%     |
| ---- | ------ | ------ |
| 1960 | 10,843 | —      |
| 1970 | 7,706  | −28.9% |
| 1980 | 6,236  | −19.1% |
| 1990 | 5,441  | −12.7% |
| 2000 | 4,717  | −13.3% |
| 2010 | 3,758  | −20.3% |

## 교통

### 철도
- 도카이 여객철도 이다선

### 도로
- 국도 151호선
- 국도 473호선